# Bremer Fußball-Verband
Der Bremer Fußball-Verband (BFV) ist die Dachorganisation von 88 Fußballvereinen im Bundesland Bremen mit 42.829 Mitgliedern, davon 5.766 weiblichen, und 1.267 Mannschaften. Die sieben Mitgliedsvereine SV Aschwarden, Brinkumer SV, TSV Imsum, SC Lehe-Spaden, SV Lemwerder, TSV Melchiorshausen und SC Weyhe sind in Niedersachsen ansässig. Der BFV ist der kleinste der 21 Landesverbände des DFB und Mitglied im Norddeutschen Fußball-Verband. Sitz des BFV ist Bremen. Die Geschäftsstelle des BFV befindet sich in den Bürotürmen des Bremer Weser-Stadions.

## Geschichte
Der BFV steht in der Tradition des Verbandes Bremer Fußball-Vereine. Sein offizielles Gründungsdatum ist jedoch der 2. August 1946, weil an dem Tag der Bremer Sport-Verband die Zulassung der Militärregierung erhielt, aus dessen Sparte Fußball etwas später der BFV wurde. Die spieltechnische Entflechtung von Niedersachsen erfolgte schrittweise bis 1949.
Vor und bis 1933 war Bremen Teil des NFV-Bezirks Weser-Jade, danach bis 1945 war der NFV aufgelöst und Bremen gehörte zum Sportgau Niedersachsen.

## Personen
An der Spitze des Verbandes stand seit 2010 Björn Fecker als Präsident. Das Präsidium besteht darüber hinaus aus den Vizepräsidenten Henry Bischoff (Vizepräsident & Schatzmeister), Holger Franz (Vizepräsident, Fußballinfrastruktur & Sportstätten, Umweltschutz und Inklusion) Friedrich Norden (Vizepräsident, Qualifizierung), Ulrike Geithe (Vizepräsidentin, Ehrenamt) und Jens Dortmann (Geschäftsführer seit 2018). Neben ihm beschäftigt der BFV zehn hauptamtliche Mitarbeiter. Der Großteil der Abwicklung des Spielbetriebs wird durch 120 ehrenamtliche Mitarbeiter bewältigt.

## Struktur
Das Verbandsgebiet war bis Juni 2022 in drei Kreise (Bremen-Stadt, Bremerhaven und Bremen-Nord) aufgeteilt, wobei der Kreis „Bremen-Nord“ der kleinste Fußballkreis im gesamten DFB war. Die bisherigen Kreise Bremen-Stadt, Bremerhaven und Bremen-Nord sind gleichnamigen Regionen gewichen; diese haben jedoch keine spieltechnischen Befugnisse. Der BFV verlagert seine operativen Aufgaben größtenteils komplett auf die Verbandsebene.

## Vereine des BFV in höheren Ligen | Saison 2024/25
| Nationale Ligaebene | Bezeichnung              | Anzahl           | Vereine                                                                      |
| Männer – Fußball    | Männer – Fußball         | Männer – Fußball | Männer – Fußball                                                             |
| ------------------- | ------------------------ | ---------------- | ---------------------------------------------------------------------------- |
| 1                   | 1. Bundesliga            | 1                | Werder Bremen                                                                |
| 2                   | 2. Bundesliga            | –                | –                                                                            |
| 3                   | 3. Liga                  | –                | –                                                                            |
| 4                   | Regionalliga Nord        | 1                | Bremer SV                                                                    |
| Frauen – Fußball    |                          |                  |                                                                              |
| 1                   | 1. Frauen-Bundesliga     | 1                | Werder Bremen                                                                |
| 2                   | 2. Frauen-Bundesliga     | –                | –                                                                            |
| 3                   | Frauen-Regionalliga Nord | 2                | ATS Buntentor, Werder Bremen II                                              |
| Männer – Futsal     |                          |                  |                                                                              |
| 1                   | Futsal-Bundesliga        | –                | –                                                                            |
| 2                   | Futsal-Liga Nord         | 1                | TS Woltmershausen                                                            |
| A-Junioren          |                          |                  |                                                                              |
| 1                   | Nachwuchsliga            | 1                | Werder Bremen                                                                |
| 2                   | Regionalliga             | 2                | Blumenthaler SV, JFV Bremen                                                  |
| B-Junioren          |                          |                  |                                                                              |
| 1                   | Nachwuchsliga            | 1                | Werder Bremen                                                                |
| 2                   | Regionalliga             | 5                | Blumenthaler SV, SC Borgfeld, Werder Bremen II, JFV Bremerhaven, FC Union 60 |
| C-Junioren          |                          |                  |                                                                              |
| 1                   | Regionalliga             | 3                | SC Borgfeld, Werder Bremen, JFV Bremerhaven                                  |

## Ligen und Wettbewerbe

### Männerfußball
Im Männerfußball organisiert der BFV die im Ligensystem des deutschen Fußballs fünftklassige Bremen-Liga, die sechstklassige Landesliga Bremen und die – seit der Saison 2014/15 ebenfalls eingleisige – siebtklassige Bezirksliga, die jeweils Bremen und Bremerhaven abdecken (Stand: Saison 2024/25).
In Bremen-Stadt gibt es unterhalb der siebenten Spielklasse noch drei Kreisligen (A, B, C) und zwei Kreisklassen (1, 2), während es in Bremerhaven unterhalb der siebenten Spielklasse nur noch die Kreisliga A gibt (Stand: Saison 2024/25).

### Frauenfußball
Im Frauenfußball organisiert der BFV die viertklassige Verbandsliga sowie die fünftklassige Bezirksliga, die jeweils Bremen und Bremerhaven abdecken (Stand: Saison 2024/25).

### Futsal
Die drittklassige BFV-Futsal-Liga ist die höchste Futsal-Liga im Bremer Fußball-Verband. Der Bremer Meister steigt direkt in die Futsal-Regionalliga Nord auf. Unterhalb der BFV-Futsal-Liga befindet sich die Futsal-Stadtliga, welche in zwei Staffeln aufgeteilt ist.

### Pokale und Turniere

#### Pokalwettbewerbe
Der Lotto-Pokal ist der Pokalwettbewerb des BFV sowohl für Männer als auch Frauen. Teilnahmeberechtigt sind jeweils alle ersten Herren- und Frauenmannschaften, von der Kreisliga C bis zur Regionalliga Nord.
Seit der Saison 2023/24 wird im Frauenbereich zudem der Zusatzpokal der Frauen, an dem alle im BFV gemeldeten Frauenmannschaften teilnehmen dürfen, ausgetragen.

#### Lotto Masters
Die Lotto Masters um den Sparkasse Bremen Cup finden jährlich in der ÖVB-Arena statt. Für das Hallenturnier qualifizieren sich die besten acht Teams der Bremen-Liga.

#### ÖVB-Futsal Cup der Frauen
Der ÖVB-Futsal Cup ist die offizielle Futsal-Landesmeisterschaft des BFVs. Gespielt wird nach Futsal-Regeln, das Turnier findet in der Sporthalle des SV Grambke-Oslebshausen statt.

## Gesellschaftliches Engagement
Der BFV vergibt monatlich die „Fair Play-Geste“ des Monats um besonders Faires Verhalten zu ehren und ist außerdem auch in den Bereichen Integration, Inklusion, Sexualisierte Gewalt, Homophobie, Umwelt- & Klimaschutz aktiv.

## Projekt eFootball
Der Bremer Fußball-Verband und die Bremer Sportjugend starteten das Projekt „eFootball im Jugendsport“ im Oktober 2019.
Zudem gab es im Jahr 2021 die „Bremer eFootball Series 2021“ und es wurde die „BFV eFootball Landestrophy“ als Landespokal ausgerichtet. Der Gewinner der Landestrophy qualifizierte sich für den DFB-ePokal.